# Vertrag von Hitzkirchen
In dem Vertrag von Hitzkirchen, geschlossen am 14. Juni 1528 in Hitzkirchen, einem heutigen Ortsteil von Kefenrod im Wetteraukreis, verzichtete der insbesondere durch seinen Ablasshandel bekannte Mainzer Erzbischof Albrecht von Brandenburg gegenüber dem Landgrafen Philipp von Hessen endgültig auf die geistliche Gerichtsbarkeit in Hessen. Damit war das jahrhundertelange Ringen um die Vorherrschaft in Hessen beendet, und für Philipp war der Weg frei, eine selbständige Landeskirche in Hessen einzuführen.
Der Vertrag von Hitzkirchen beendete die Krise um die sogenannten „Packschen Händel“. Otto von Pack hatte den Landgrafen zu einer diplomatischen und militärischen Offensive gegenüber katholischen Ständen aufgewiegelt, und Philipp zog daraufhin seine Truppen an den Grenzen zu den Bistümern Bamberg und Würzburg zusammen. Um eine kriegerische Eskalation zu vermeiden, übernahmen die Bistümer Bamberg und Würzburg sowie Kurmainz die hessischen Rüstkosten.  Mainz verpflichtete sich zur Zahlung von 40.000 Gulden und verpfändete, als Sicherung, die Stadt Gernsheim an Hessen.